# Azlaf
Azlaf (amazic: ⴰⵣⵍⴰⴼ; àrab: ازلأف, Azlāf) és una comuna rural de la província de Driouch, a la regió de L'Oriental, al Marroc. Segons el cens de 2014 tenia una població total de 4.919 persones.